# 彼得森峰
80°27′S 27°57′W / 80.450°S 27.950°W
彼得森峰（英語：Petersen Peak）是南極洲的山峰，位於科茨地，屬於沙克爾頓山脈的一部分，處於莫里斯山西南面11公里，海拔高度1,215米，在1957年由英聯邦探險隊繪入地圖。